# サミュエル・H・ハンティントン
サミュエル・H・ハンティントン（Samuel H. Huntington, 1765年10月4日 - 1817年6月8日）は、アメリカ合衆国の政治家、裁判官。1808年から1810年までオハイオ州知事を務めた。

## 生涯
1765年10月4日、ハンティントンはコネチカット植民地コヴェントリーにおいて誕生した。父ジョセフ・ハンティントン （Joseph Huntington, 1735年 - 1794年）と母ハンナ・デヴォウション（Hannah Devotion, 1743年 - 1771）はともにイングランドからの移民の末裔であった。両親の死後、父方の伯父サミュエル・ハンティントンの養子となった。
ハンティントンは1785年にイェール大学で学士号を取得し、1788年に修士号を取得した。ハンティントンはまた1785年にダートマス大学からも名誉学位号を授与された。1793年、ハンティントンはコネチカット州で弁護士として認可を受け、1801年までノーウィッチで弁護士業を営んだ。ハンティントンは1801年に北西部準州に移り、小村クリーブランドに住み着いた。ハンティントンは準州知事アーサー・セントクレアからトランブル郡民兵の中佐に任命され、郡西部の防衛のため中隊を指揮した。
1802年、北西部準州が州昇格の準備を進めると、ハンティントンは第1回憲法制定会議の代表に選ばれた。そして1803年に北西部準州がオハイオ州として州昇格を果たすと、ハンティントンは州上院議員に選出された。ハンティントンは第1回州議会において議長を務めた。1803年4月、ハンティントンは州議会において州最高裁判所の裁判官に指名された。ハンティントンはそれを受けて上院議員を辞職し、陪席裁判官となった。1804年、リターン・ジョナサン・メグズが首席裁判官を辞任をすると、ハンティントンはその後任として首席裁判官に昇格した。ハンティントンは1808年まで州裁判官を務めた。
1808年、ハンティントンはオハイオ州知事に選出された。ハンティントンは州知事を1810年まで1期2年務めた。ハンティントンは1811年から1812年までオハイオ州下院議員を務め、議長も務めた。
1817年6月8日、ハンティントンはオハイオ州フェアポートにおいて死去した。ハンティントンの遺体はペインズヴィルのエヴァーグリーン墓地に埋葬された。

## 家族
1791年12月20日、ハンティントンはコネチカット州ノーウィッチにおいて、遠戚のハンナ・ハンティントン（Hannah Huntington, 1770年 - 1818年）と結婚した。2人の間には以下の子供が生まれた。
- フランシス・ハンティントン（Francis Huntington, 1793年 - 1822年）
- マーサ・デヴォウション・ハンティントン（Martha Devotion Huntington, 1795年 - 1866年）
- ジュリアン・クラウド・ハンティントン（Julian Claude Huntington, 1796年 - 1885年）
- コルバート・ハンティントン（Colbert Huntington, 1797年 - 1884年）
- サミュエル・ハンティントン（Samuel Huntington, 1799年 - 1804年）
- ロバート・ガイルズ・ハンティントン（Robert Giles Huntington, 1800年 - 1839年）